# تپه امام
تپه امام مربوط به دوره ساسانیان است و در شهرستان خدابنده، بخش مرکزی، روستای کهل آباد واقع شده است. این اثر در تاریخ ۱۰ خرداد ۱۳۸۲ با شمارهٔ ثبت ۸۷۶۰ به‌عنوان یکی از آثار ملی ایران به ثبت رسیده است.